# Philipp Müller (Politiker, 1786)
Philipp Müller (* 15. Mai 1786 in Sulzbach (Taunus); † 6. Oktober 1858 in Eschborn) war ein deutscher Landwirt und Politiker.

## Leben
Wie sein Vater wurde Müller Erbhofbeständer auf dem Gräflich Solms-Rödelheim’schen Hof in Eschborn. Dort war er auch Land- und Gastwirt sowie Gerichtsschöffe.
Philipp Müller war politisch aktiv. Von 1846 bis 1848 war er Mitglied der Deputiertenkammer des Landtags des Herzogtums Nassau, im Wahlkreis Wiesbaden gewählt aus der Gruppe der Grundbesitzer. 1848 war er Mitglied des Vorparlaments.
Von 1848 bis 1851 war er für den Wahlkreis X (Königstein/Höchst) Mitglied der nassauischen Ständeversammlung, in der er dem Club der Rechten angehörte.
Er heiratete wohl 1807 Eva Catharine Diehl, die Tochter eines Eschborner Schulmeisters und 1816 Anna Margarete Junghenn, Tochter des dortigen Schultheiß.